# Louis-Philibert d'Aubignosc
Pour les articles homonymes, voir Aubignosc (homonymie).
Louis-Philibert Brun d'Aubignosc (1774-1848) est un officier français, directeur général de la police à Hambourg sous le Premier Empire, lieutenant général de police à Alger en 1830, à l'origine de la création du corps des zouaves.

## Biographie
Selon Gustave Chaix d'Est-Ange, de cette ancienne famille de Provence, sont issus Monsieur de Brun, seigneur d'Aubignosc, qui fut pourvu en 1764 de la charge anoblissante de président trésorier de France en la généralité d'Aix qu'il conserva jusqu'à la Révolution, et qui prit part aux assemblées de la noblesse en 1789 à Sisteron[réf. à confirmer]. M. de Brun, seigneur d'Aubignosc figure parmi les gentilshommes de Provence de la sénéchaussée de Sisteron .
Louis-Philibert Brun d'Aubignosc est le fils de Laurent-Nicolas-Jacquin Brun, seigneur d'Aubignosc (1746-1822), et d'Anne Benoîte Fério.
Il entre dans l'armée comme officier de cavalerie, puis passe dans l'artillerie de marine.

### Les guerres de la Révolution et de l'Empire
Nommé administrateur général de l'armée d'Italie, il participe à la campagne d'Égypte ; arabisant, élève de Silvestre de Sacy, il fait partie des orientalistes (dits « interprètes de l'armée ») emmenés par Bonaparte ; il y est fait prisonnier par les Turcs.
Par la suite, il forme des élèves interprètes, appelés « guides interprètes de l'armée », corps désormais militaire institué en 1803.
En 1808, il est nommé commissaire-administrateur des domaines, des forêts et de la contribution foncière en Russie[réf. nécessaire].
Par décret du 29 janvier 1811, il est nommé commissaire général de police, puis directeur général de la police impériale à Hambourg, chargé de lutter contre la contrebande, et de surveiller l'opinion, sous la direction de Jean François Alexandre Boudet de Puymaigre.

### L'Algérie
Il participe à l'expédition d'Alger en 1830 comme membre de l'état-major du général de Bourmont et, le 6 juillet 1830, lendemain de la reddition d'Alger, est nommé, en tant que lieutenant général de police membre de la « commission de gouvernement » instituée alors par le commandant en chef. Cette commission, qui comprend aussi Henri-Alexis de Tholosé(maréchal de camp), Jean-Baptiste Férino (trésorier) et Pierre Deval (consul de France à Alger), est chargée d'établir un rapport sur « les besoins et les ressources du pays » et les possibilités de modifier les institutions de la régence d'Alger.
Comme lieutenant général de la police, il a sous ses ordres, un inspecteur, deux commissaires de police et une brigade de sûreté maure, composée de vingt agents commandés par un mezouar.
À la fin du mandat de Bourmont, relevé de ses fonctions vers le 15 août (à la suite de la Révolution de Juillet), il élabore avec le concours du capitaine Yusuf (Joseph Vantini), un projet d'unité indigène de zouaves, en utilisant des soldats précédemment au service de la régence d'Alger, les janissaires.
Le général Clauzel, successeur de Bourmont, reprend ce projet. Un arrêté du 1er octobre 1830 crée un bataillon de zouaves indigènes ; la décision est entérinée par une ordonnance royale du 21 mars 1831.
En 1836, désabusé par le traitement brutal infligé à la population algérienne indigène, il publie un pamphlet de près de cent pages.

## Famille
Il épouse Marie-Antoinette Joséphine Victoire de Latour d'Auvergne de Varan, « demoiselle de Saint-Cyr ». Il aura un enfant Alfred Frédéric Brun d'Aubignosc (1804-1858).

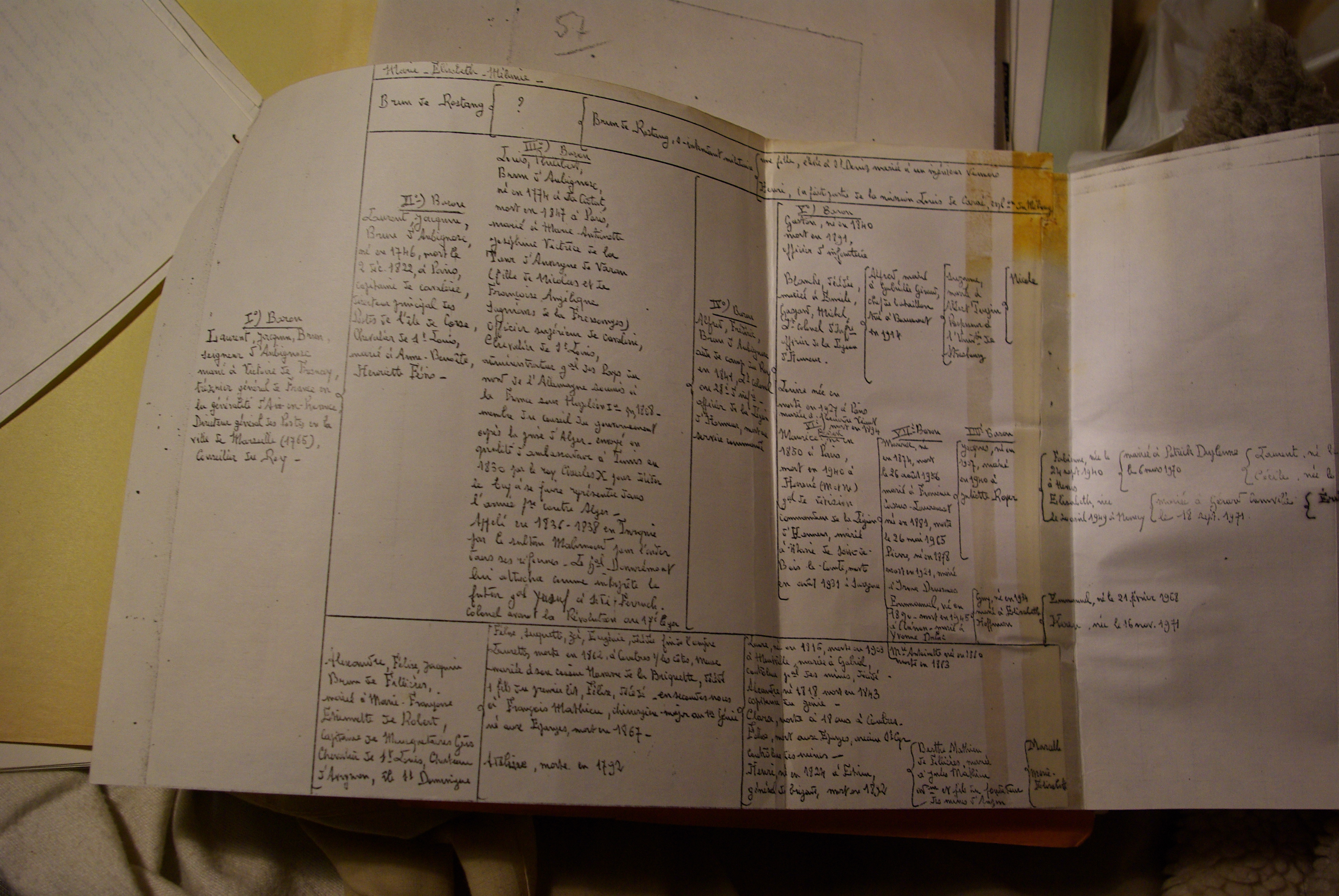
Généalogie de la Famille Brun d'Aubignosc

## Décorations
- Chevalier de l'ordre royal et militaire de Saint-Louis

## Publications
- Dix chapitres sur la guerre d'Orient : 15 février 1829, Paris, Delaunay et Dentu, 1829
- La Turquie nouvelle : jugée au point où l'ont amenée les réformes du sultan Mahmoud, Paris, La Librairie de Delloye, 1839, chap. 2
- Conjuration du Général Malet contre Napoléon : directeur-général de la police, à Hambourg, Paris, Ponthieu, 1824, chap. 2
- 1842. Élections générales. Un député suivant le cœur du ministère de l'étranger
- Alger. De son occupation depuis la conquête en 1830, jusqu'au moment actuel
- La Haute Police, ou Police d'État sous le régime constitutionnel : son application spéciale aux départemens de l'ouest et du midi de la France, et à la nouvelle possession d'Alger...